# هدرانج بيروي
هدرانج بيروفي (الاسم العلمي:Hydrangea peruviana) هو نوع من النباتات يتبع جنس الهدرانج من الفصيلة الهدرانجية.